# Winter War
Pour plus de détails, voir Fiche technique et Distribution.
Winter War est un film français réalisé par David Aboucaya et sorti en 2018.

## Synopsis
Janvier 1945. Les troupes d'élite du 1er régiment de parachutistes français, combattant sur le sol Français depuis novembre 1944, et déjà durement éprouvées par la campagne des Vosges, entrent de plain-pied, aux côtés de soldats américains, dans ce qui sera un des épisodes les plus meurtriers de ce début d’année. En effet, les combats pour la libération du village Alsacien de Jebsheim seront si acharnés qu’on surnommera plus tard cette bataille, le « Stalingrad Alsacien ». Le caporal Hénaq, du côté français, et le lieutenant Shaffer, du côté américain, font tous deux partie des sections qui sont chargées de nettoyer de toute présence ennemie le bois bordant le village, et tenir ensuite les positions, condition indispensable à la prise de Jebsheim. Hénaq, gravement affecté par la mort de ses meilleurs amis dans les Vosges, n’est plus le même aux yeux de ses compagnons d’armes, d’autant que depuis son arrivée en Alsace, sa terre natale, son comportement ne cesse de se dégrader, sans que les autres soldats ne réussissent à en connaitre la raison. Les conditions climatiques épouvantables, avec des températures avoisinant les -20°, plongent cette section dans l’enfer de cet hiver alsacien. Durant quelques jours, les soldats font face au froid, à la peur et au harcèlement des assauts allemands. La petite unité américaine qui les accompagne dans cette mission, partie en reconnaissance, va se retrouver totalement isolée, acculée par des troupes allemandes venues en renfort. Hénaq , avec quelques-uns de ses hommes, va décider d’aller prêter main-forte à leurs alliés d’outre-Atlantique. Le destin de cette poignée d’hommes, composée d’individus aux caractères très différents, va se jouer dans cet univers glacé au milieu des horreurs provoquées par cette guerre. Celui d’Henaq va se démarquer en particulier, car il va se retrouver confronté à ce qu’il redoutait le plus. 

## Fiche technique
- Titre : Winter War
- Réalisation : David Aboucaya
- Scénario : David Aboucaya
- Photographie : David Aboucaya
- Musique : David Aboucaya
- Production : David Aboucaya
- Pays d'origine :  France
- Durée : 140 minutes
- Date de sortie : France - 17 janvier 2018[1]

## Distribution
- Manuel Gonçalves
- Laurent Guiot
- Laurent Cerulli
- Benoît Davin
- Brian Messina
- Tommy-Lee Baïk
- Naccari Natale